# 英亩

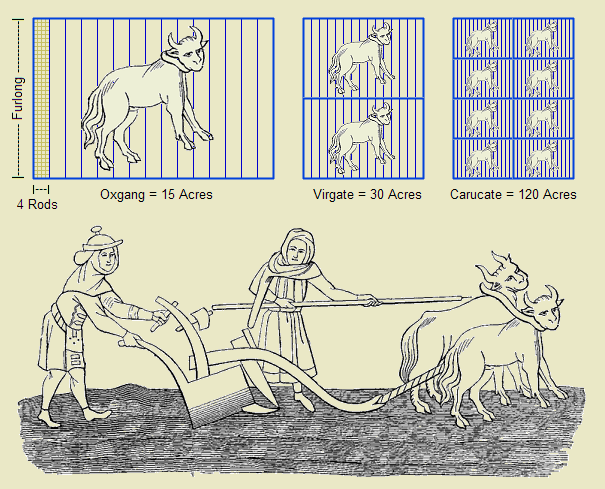
六種古代英制單位的示意圖：
1 英畝 = 1 furlong × 4 rods
1 Oxgang = 15英畝
1 Virgate = 30英畝
1 Carucate = 120英畝

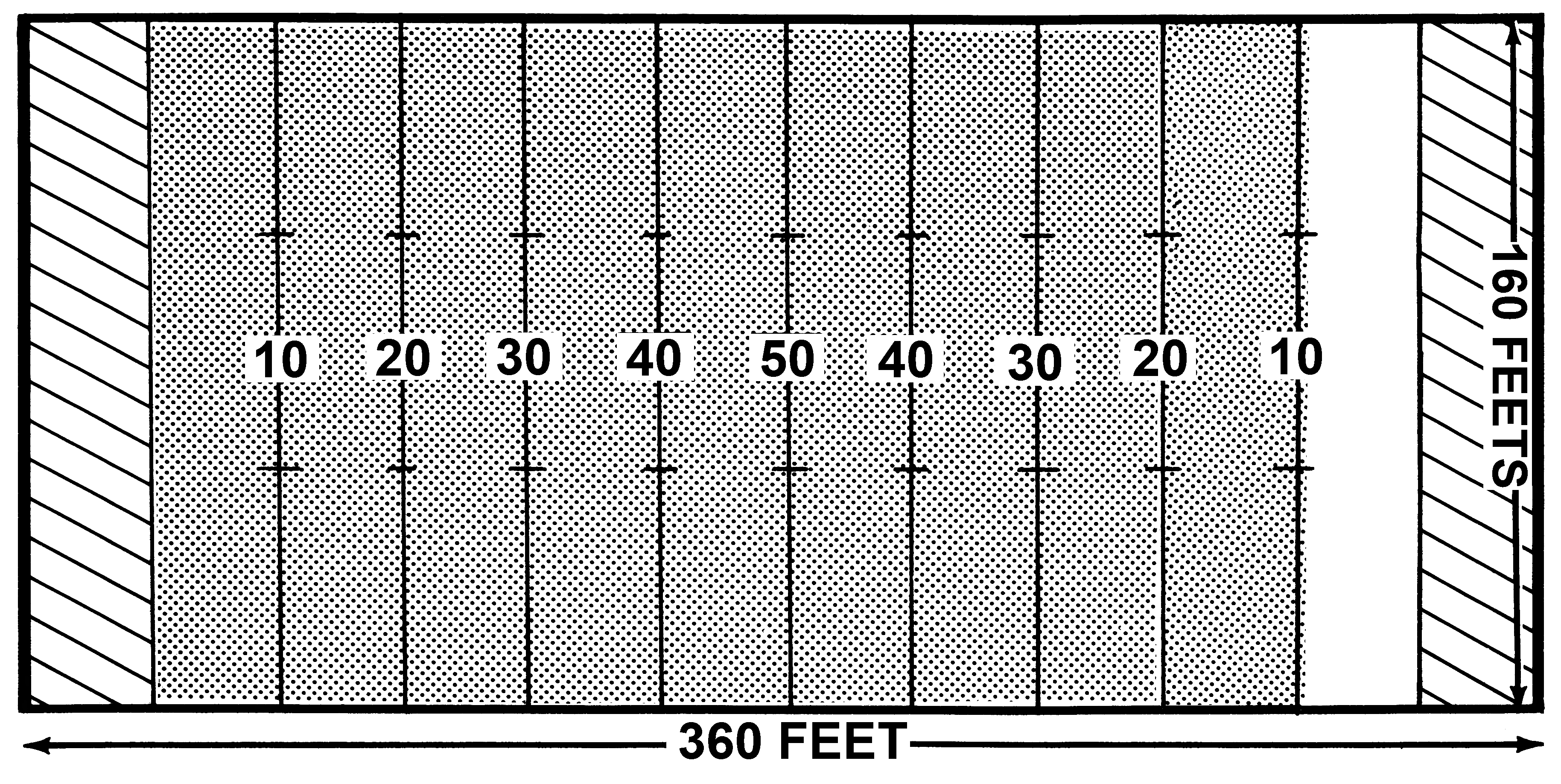
美式足球場與1英畝的比較：
1 英畝 = 160英呎 × 272.25英呎 (陰影部分)

英亩（英語：acre）又寫作𠺖／（左「口」右「亩」）、依格/依甲/伊吉（馬來西亞用語），是一個面積單位，長條形，定義為一浪（660英尺）乘以一鏈（66英尺）的面積。

## 与其他单位的比较
1英亩等于：
- 0.0040468564224平方公里
- 0.40468564224公頃
- 0.4172台甲
- 6.07029亩
- 40.468564224公亩
- 1,224.174067776坪
- 160平方桿
- 10平方鏈
- 4,046.8564224平方米
- 4,840平方碼
- 43,560平方英尺
- 627,2640平方英寸

转换公式：
- 1平方公里 ≈ 247.105英亩
- 1公頃 ≈ 2.471054英亩
- 1公亩 ≈ 0.024711英亩
- 1坪 ≈ 0.000817英亩
- 1平方鏈 = 0.1英亩
- 1平方桿 = 0.00625英亩
- 1平方米 ≈ 0.000247英亩
- 1平方碼 ≈ 0.000207英亩

## 参看
- 平方英里 - 平方碼 - 英畝 - 平方英尺 - 平方英寸
- 畝